# 사마포
사마 포(司馬苞, ? ~ 115년)는 후한 중기의 관료로, 자는 중성(仲成)이며, 산양군 사람이다.

## 행적
원초 원년(114년), 대사농에서 태위로 승진하였으나 이듬해 6월에 죽었다.

## 출전
- 범엽, 《후한서》 권5 효안제기

| 전임 이수 | 후한의 태위 114년 9월 신미일 ~ 115년 6월 병술일 | 후임 마영 |